# Ferdinand Laufberger

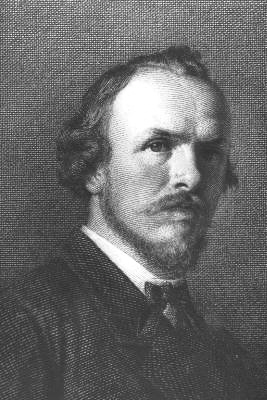
Ferdinand Laufberger, Selbstporträt

Ferdinand Laufberger (* 16. Februar 1829 in Mariaschein, Böhmen; † 16. Juli 1881 in Wien) war ein Maler und Radierer.
Laufberger bildete sich auf den Akademien zu Prag und Wien, malte zuerst Bilder aus dem Volksleben und begab sich 1855 im Auftrag des Österreichischen Lloyd nach den Donaufürstentümern und Konstantinopel, um eine Reihe malerischer Ansichten für den Stich zu zeichnen, die viel Beifall fanden.
Ein zweijähriges Reisestipendium der Wiener Akademie ermöglichte ihm den Besuch der wichtigsten Kunststätten. Er bereiste Deutschland und Belgien, ging nach London, 1862 nach Paris und schließlich nach Italien. In Paris verweilte er 15 Monate und malte das figurenreiche Ölbild Das Publikum im Louvre. 1865 wurde ihm die Ausführung des Vorhangs zur Komischen Oper übertragen. 1868 wurde er zum Professor des Figurenzeichnens und -Malens an der neuerrichteten Kunstgewerbeschule des Österreichischen Museums ernannt, um deren Aufblühen er sich verdient machte.
Nach Vollendung des Vorhangs, der für die Gesellschaft für vervielfältigende Kunst gestochen wurde, fertigte er mehrere kleinere dekorative Arbeiten, bis der Neubau des Österreichischen Museums ihm Gelegenheit bot, einen Fries in Sgraffito und die Freskomalereien am Spiegelgewölbe des Treppenhauses (Venus, dem Meer entsteigend, umgeben von den Künsten) auszuführen. Laufberger hat auch Genrebilder gemalt, die meist einen humoristischen Charakter tragen:

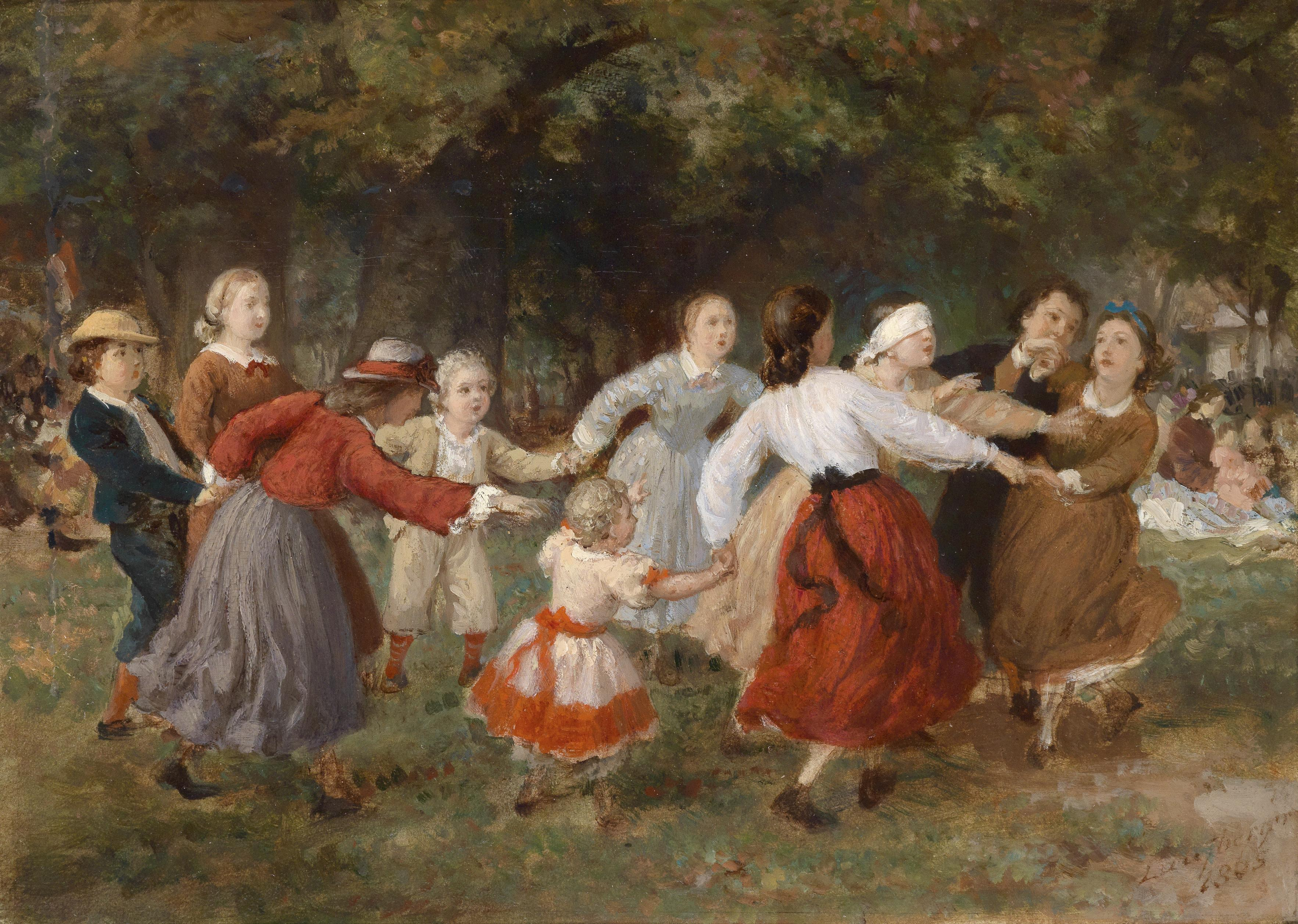
Das Blinde-Kuh-Spiel, 1865

- Ein Privatgelehrter beobachtet eine Sonnenfinsternis (1858)
- Gebirgsreisende vor einem Bauernhaus (1859)
- Alter Junggeselle (1860)
- Ein gemütliches Plätzchen (1861)
- Genoveva im Wald (1861)
- Sommerabend im Prater (1864)
- Das Blinde-Kuh-Spiel (1865)

Für das von Carl Geyling ausgeführte Glasfenster über dem Südeingang der Industriehalle des Weltausstellungsgebäudes in Wien (in der Mitte die thronende Austria) lieferte Laufberger den Karton. Er hat auch radiert. Ferdinand Laufberger starb am 16. Juli 1881 in Wien.
Im Jahr 1889 wurde in Wien-Leopoldstadt (2. Bezirk) die Laufbergergasse nach ihm benannt.